# Physcius bicolor
Physcius bicolor is een keversoort uit de familie Mycteridae. De wetenschappelijke naam van de soort is voor het eerst geldig gepubliceerd in 1931 door Pic.